# دودي لوكيباكيو
دودي لوكيباكيو (24 سبتمبر 1997 ببلجيكا - ) هو لاعب كرة قدم بلجيكي في مركز جناح ‏. لعب مع نادي رويال أندرلخت.

## روابط خارجية
- دودي لوكيباكيو على موقع الاتحاد الأوربي (الإنجليزية)
- دودي لوكيباكيو على موقع الاتحاد البلجيكي (الإنجليزية)
- دودي لوكيباكيو على موقع إي إس بي إن إف سي (الإنجليزية)
- دودي لوكيباكيو على موقع قاعدة بيانات كرة القدم.إي يو (الإنجليزية)
- دودي لوكيباكيو على موقع ناشيونال فوتبول تيمز (الإنجليزية)
- دودي لوكيباكيو على موقع Soccerbase.com (لاعب) (الإنجليزية)
- دودي لوكيباكيو على موقع Soccerway.com (الإنجليزية)
- دودي لوكيباكيو على موقع عالم كرة القدم.نت (الإنجليزية)
- دودي لوكيباكيو على موقع AS.com (الإسبانية)